# 旧克勒济耶
旧克勒济耶（法語：Creuzier-le-Vieux，法語發音：[kʁøzje lə vjø]）是法国阿列省的一个市镇，位于该省东南部，与新克勒济耶相邻，属于维希区。

## 地理
旧克勒济耶（46°9'42"N, 3°26'19"E）面积11.38 平方千米，位于法国奥弗涅-罗讷-阿尔卑斯大区阿列省，该省份为法国中部省份，北起涅夫勒省、西北接谢尔省，西南至克勒兹省，南至多姆山省，东南临卢瓦尔省，东临索恩-卢瓦尔省。
与旧克勒济耶接壤的市镇（或旧市镇、城区）包括：沙尔梅伊、新克勒济耶、屈塞、圣日耳曼代福塞、罗拉地区圣雷米、维琪。

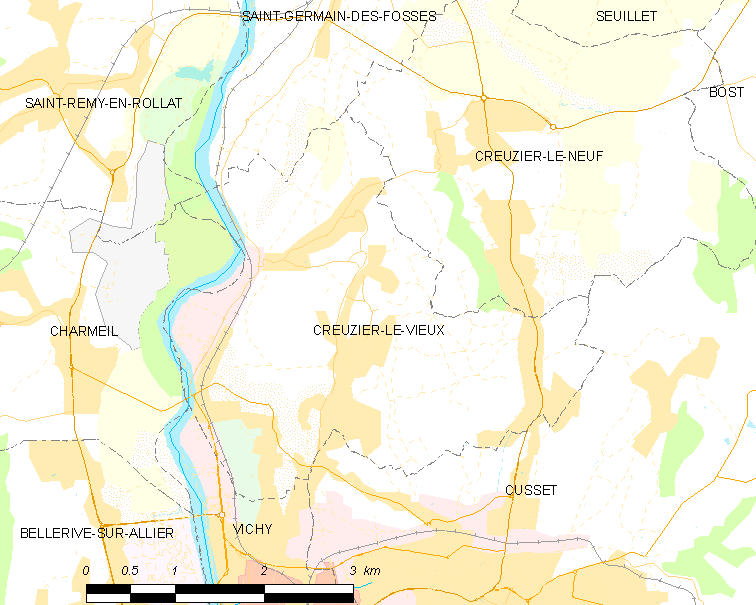
旧克勒济耶的OSM定位图

旧克勒济耶的时区为UTC+01:00、UTC+02:00（夏令时）。

## 行政
旧克勒济耶的邮政编码为03300，INSEE市镇编码为03094。

## 政治
旧克勒济耶所属的省级选区为屈塞县。

## 人口

1962-2008年间旧克勒济耶人口变化图示

旧克勒济耶于2022年1月1日时的人口数量为3246人。